# Wilhelm Albrecht (Mediziner)
Wilhelm Albrecht (* 30. November 1905 in Waldenburg, Niederschlesien; † 17. März 1993 in Bonn) war ein deutscher Sanitätsoffizier in drei Armeen. Zuletzt war er bei der Bundeswehr Generaloberstabsarzt und vom 1. Oktober 1962 bis zum 31. März 1967 der 2. Inspekteur des Sanitäts- und Gesundheitswesens.

## Leben
Albrechts Eltern waren Hermann Albrecht und seine Frau Marie geb. Richter. Er wurde 1912 eingeschult und wechselte 1915 auf das humanistische Gymnasium, das er 1926 mit dem Abitur abschloss. Danach begann er an der Philipps-Universität Marburg und der Universität Wien Humanmedizin zu studieren. Seit 1926 war er Mitglied der Burschenschaft Alemannia Marburg.

### Reichswehr
Beförderungen
- Januar 1932 Unterarzt
- 1933 Oberarzt
- August 1935 Stabsarzt
- Dezember 1940 Oberstabsarzt
- 1. Mai 1956 Oberfeldarzt
- Februar 1957 Oberstarzt
- 27. Mai 1959 Generalarzt
- 18. Dezember 1962 Generalstabsarzt
- 14. Juli 1965 Generaloberstabsarzt

Während des Studiums absolvierte er von April bis Oktober 1930 die Grundausbildung bei der Reichswehr, im Ausbildungsbataillon des Infanterieregiments 15 in Marburg. Um sein Studium beenden zu können, wurde er zum Standortlazarett in Breslau kommandiert. An der Schlesischen Friedrich-Wilhelms-Universität beendete er sein Studium im Januar 1932. Es folgte das Praktikumsjahr im Standortlazarett und die Approbation im Februar 1933. In der Folge war er als Assistenzarzt bis Januar 1933 Hilfsarzt im Breslauer Standortlazarett und ab Februar 1933 Truppenarzt beim 7. (Preußischen) Reiter-Regiment in Lüben. Vom 1. November 1933 bis Januar 1934 war er zur wissenschaftlichen Weiterbildung an die Hebammen-Lehranstalt kommandiert. Im Anschluss war er bis März 1938 Fliegerhorstarzt und Führer der Luftwaffensanitätsstaffel an der Großen Kampffliegerschule in Lechfeld. In dieser Zeit wurde er im September 1934 zum Dr. med. promoviert.

### Wehrmacht
Er wurde in die Luftwaffe (Wehrmacht) übernommen und absolvierte die Flugzeugführerausbildung. Von Oktober 1935 bis März 1936 war er Truppenarzt und Leiter der Luftwaffensanitätsschule im Standortlazarett Ulm. Von April 1936 bis März 1938 war er als Leiter der Luftwaffensanitätsschule und Chef der Sanitätskompanie wieder in Lechfeld eingesetzt. Es folgten Verwendungen als Fliegerhorstarzt am Flugplatz Wiener Neustadt/West von März bis April 1938 und an der Luftkriegsschule am Flugplatz Fürstenfeldbruck, wo er auch als Fachlehrer tätig war. Im Anschluss führte er als Kompaniechef bis Mai 1940 die Luftwaffensanitäts-Ersatzkompanie 7 Taufkirchen (bei München)-Possenhofen.
Im Mai 1940, im Zweiten Weltkrieg, wurde Albrecht beim Westfeldzug Adjutant des Luftgauarztes Belgien-Nordfrankreich in Brüssel. Ab Juli war er Leitender Sanitätsoffizier des Luftverteidigungskommandos Nordfrankreich in Acheux und Boulogne. Im November kam er als Kommandeur der Luftwaffensanitäts-Ausbildungsabteilung 8 nach Mährisch-Trübau und Schweidnitz. Während seiner Kommandeurszeit absolvierte er die Segelflieger- und Flugzeugführerausbildung. 1941/42 war er auch stellvertretender Fliegerkorpsarzt IV. beim Fliegerkorps Nikolajew und Saporosche. Es folgte von August 1942 bis Mai 1943 der Einsatz im Afrikafeldzug als Divisionsarzt der Flak-Division 19, bevor er am 13. Mai in Tunesien in britische Kriegsgefangenschaft geriet.

### Bundeswehr
Nachdem er am 12. Juni 1946 aus der späteren US-amerikanischen Kriegsgefangenschaft entlassen worden war, praktizierte er ab Oktober als Vertretungsarzt in Sarstedt. Im März 1947 eröffnete er in Völksen eine Arztpraxis.
Am 1. Februar 1956 trat Albrecht als Oberfeldarzt in die neu gegründete Bundeswehr ein und war dort zunächst bis August 1956 im Bundesministerium der Verteidigung (BMVg) in der Annahmeorganisation Gruppenleiter der Prüfoffiziere für den Sanitätsdienst. Er war von August 1956 bis Februar 1958 Wehrbereichsarzt beim Wehrbereichskommando II und wurde in dieser Verwendung im September 1956 zum Berufssoldaten ernannt. Im März 1958 wurde er Stellvertreter des Inspekteurs des Sanitäts- und Gesundheitswesens, dem er im Oktober 1962 selbst folgte. Am 31. März 1967 wurde er in den Ruhestand versetzt.
Albrecht war verheiratet mit Gertrud geb. Fähmel (1912–2003), mit der er zwei Kinder hatte.

## Auszeichnungen
- 1937: Dienstauszeichnung 4. Klasse
- 1938: Ostmark-Medaille
- 1939: Sudetenland-Medaille
- 1940: Kriegsverdienstkreuz 2. Klasse mit Schwertern
- 1942: Orden der Krone von Rumänien 4. Klasse mit Schwertern
- 1942: Medaille Winterschlacht im Osten 1941/42
- 1942: Kriegsverdienstkreuz 1. Klasse mit Schwertern
- 1943: Medaille für den italienisch-deutschen Feldzug in Afrika
- 1943: Eisernes Kreuz 2. Klasse
- 1943: Ärmelband Afrika
- 1964: Cruz Vermelha de Merito (Verdienstkreuz des Roten Kreuzes Portugal)
- 1965: Kommandeurkreuz mit Schwertern des Verdienstordens Pro Merito Melitensi des Souveränen Malteserordens
- 1966: Ehrenzeichen des Deutschen Roten Kreuzes
- 1967: Großes Verdienstkreuz mit Stern des Verdienstordens der Bundesrepublik Deutschland